# A kincses sziget

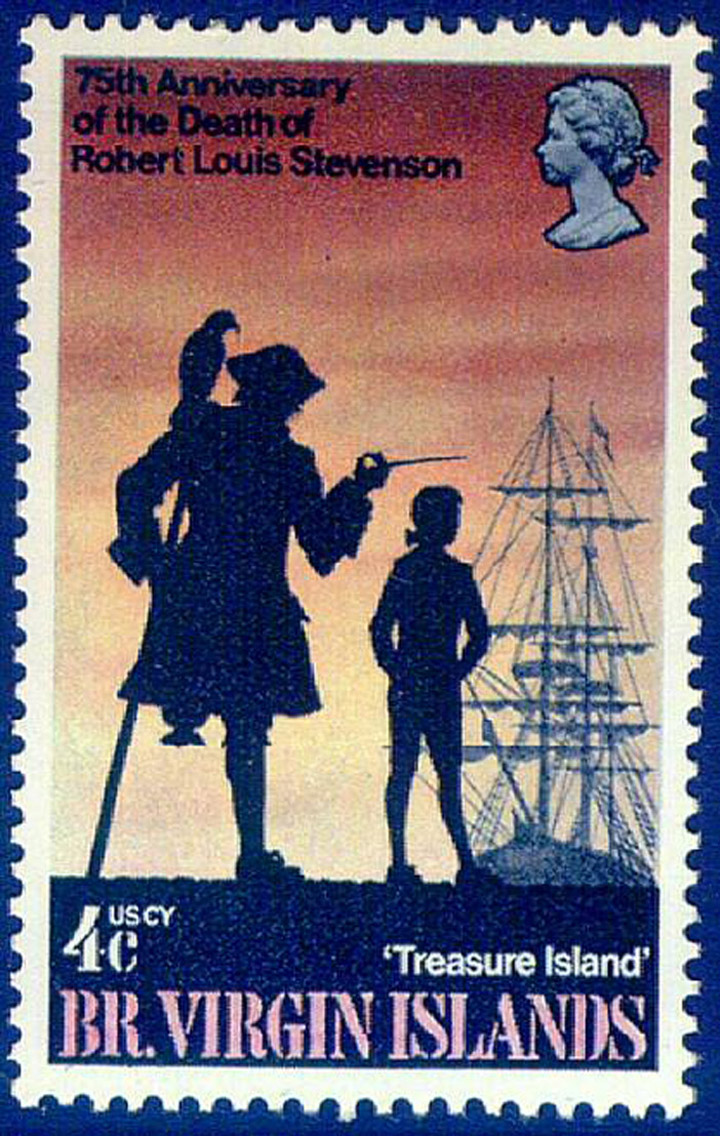
John Silver és Jim

A kincses sziget Robert Louis Stevenson skót író ifjúsági kalandregénye. A történet könyv alakban először 1883-ban jelent meg, előtte sorozatként szerepelt a Young Folks nevű gyerekmagazinban 1881 és 1882 között „The Sea Cook or Treasure Island” címmel.
A regény a 18. században játszódik, és egy fiatal fiú, Jim Hawkins történetét meséli el, aki veszélyes kalandokba keveredik: kalózok, vérszomjas banditák és egy elrejtett mesés kincs rejtélye állnak a középpontban. A könyv izgalmas története, gazdag cselekménye és halhatatlan karakterei – mint Long John Silver – miatt a ma is ismert romantikus kalózkép kialakítójának tekinthető. A regénynek számos adaptációja készült, és az általa megteremtett világ sok más, kalóz témájú film és irodalmi alkotás alapja.

## Szereplők
- Jim Hawkins, fogadósfiú, majd hajósinas
- Long John Silver, kalózkapitány
- Dr. David Livesey, orvos
- Benjamin Gunn, a szigetlakó (akit otthagytak a szigeten)
- Billy Bones kapitány, akinek a ládájában a kincses térkép van
- Israel Hands
- Lord John Trelawney
- Alexander Smollett birodalmi kapitány
- Abraham Gray
- Dick Johnson
- George Merry
- Tom Morgan
- Pew, a vak
- O'Brien
- Fekete Kutya
- Jim édesanyja
- Jim édesapja
- Flint kapitány
- Flint kapitány (Long John Silver papagája)

## Magyar nyelvű kiadások
- A kincses sziget; fordította: Kürthy Emil; Révai, Budapest, 1887 (A magyar ifjúság könyvei)
- A kincses sziget; fordította: Király György; Athenaeum, Budapest, 1920
- A kincses sziget; fordította: Devecseri Gábor; Grill, Budapest, 1943 (Grill klasszikus regényei)
- A kincses sziget; fordította:, átdolgozta: Dancsó Jenő; Nolit, Belgrád, 1967 (Ifjúsági klasszikusok)
- A Kincses sziget; fordította: Fuderer Gyula; Forum, Újvidék, 1972 (Panoráma sorozat)
- A kincses sziget; feldolgozta: S. Pazienza, fordította: Varga Judit; Juventus, Budapest, 1997 (Kalandos regények tára)
- A kincses sziget; fordította: Kovácsné Kliment Emilia; Új Ex Libris, Budapest, 2002 (Klasszikus ifjúsági regénytár)
- A Kincses-sziget; fordította, jegyzetekkel ellátta: Gy. Horváth László; Európa, Budapest, 2004 (Európa diákkönyvtár)
- A kincses sziget; átdolgozta: Barbara Green; Alexandra, Pécs, 2005 (Illusztrált klasszikusok kincsestára)
- A kincses sziget; átdolgozta: Barbara Green, fordította: Bocz András; Alexandra, Pécs, 2005 (Illusztrált klasszikusok kincsestára)
- A kincses sziget; fordította: Kovácsné Kliment Emilia; átdolgozta: röv. kiad.; Új Ex Libris, Budapest, 2005 (Klasszikus ifjúsági regénytár)
- A kincses sziget; rajz: Sebők Imre, szöveg Cs. Horváth Tibor; Gar-Wind Bt., Ócsa, 2006 (Sebők Imre munkái)
- A kincses-sziget; fordította: Majtényi Zoltán; Könyvmolyképző, Szeged, 2007 (Jonatán könyvmolyképző)
- A kincses sziget; átdolgozta: Ronne Randall, fordította: Medgyesy Zsófia; Ventus Libro, Budapest, 2013 (Világhíres mesék)
- A kincses sziget. 3. szint; átdolgozta: Aurora Molina, fordította: Pataki Andrea; Napraforgó, Budapest, 2016 (Olvass velünk!)
- Geronimo Stiltonː A kincses sziget. R. L. Stevenson alapján; fordította: Dobosiné Rizmayer Rita; Alexandra, Pécs, 2017

### Feldolgozások
| Év   | Rendező                   | Főszereplők | Megjegyzés                                                          |
| ---- | ------------------------- | --- | ------------------------------------------------------------------- |
| 1912 | J. Searle Dawley          | Ben F. Wilson (Silver), Addison Rothermel (Jim Hawkins)                                                                                            | Némafilm.                                                           |
| 1934 | Victor Fleming            | Wallace Beery (Silver), Lionel Barrymore (Billy Bones), Nigel Bruce (a Lovag)                                                                      | A történet első hangosfilmes feldolgozása.                          |
| 1950 | Byron Haskin              | Bobby Driscoll (Jim Hawkins), Robert Newton (Silver), Denis O’Dea (Doktor Livesy)                                                                  | Walt Disney alkotás                                                 |
| 1972 | John Hough                | Orson Welles (Silver), Rik Battaglia (Smollett kapitány), Maria Rohm (Jim anyja)                                                                   |                                                                     |
| 1987 | Antonio Margheriti        | Anthony Quinn (Silver), David Warbeck (Doktor Livesy), Philippe Leroy (a Lovag), Klaus Löwitsch (Smollett kapitány), Ernest Borgnine (Billy Bones) | Olasz sci-fi feldolgozás, magyarul a Kincses sziget az űrben címen. |
| 1990 | Fraser Clarke Heston      | Charlton Heston (Silver), Christian Bale (Jim Hawkins), Oliver Reed (Billy Bones), Christopher Lee (Pew)                                           |                                                                     |
| 1999 | Peter Rowe                | Jack Palance (Silver), Kevin Zegers (Jim Hawkins)                                                                                                  |                                                                     |
| 2002 | Ron Clements, John Musker | Brian Murray (Silver), Joseph Gordon-Levitt (Jim Hawkins)                                                                                          | Disney rajzfilm (sci-fi), A kincses bolygó címen.                   |
| 2007 | Hansjörg Thurn            | Tobias Moretti (Silver), François Goeske (Jim Hawkins)                                                                                             | Német feldolgozás.                                                  |
| 2012 | Steve Barron              | Eddie Izzard (Silver), Toby Regbo (Jim Hawkins) | Televíziós sorozat.                                                 |

## Folytatások

### Írott
- Robert Leeson. Silver's Revenge. Budapest: Harper Collins. ISBN 9780529055309 (1979)
  - Robert Leeson. Újra a kincses szigeten, fordította: F. Nagy Piroska, Fekete-fehér illusztrációkat tartalmaz., Budapest: Móra Ferenc Ifjúsági Könyvkiadó. ISBN 963-11-4421-6 (1986)

### Mozi- és tévéfilmes
1954-ben mutatták be az 1950-es filmváltozat folytatását Long John Silver címen. Rendezője szintén Byron Haskin volt, a főszerepet pedig újra Robert Newton játszotta el, azonban Jim Hawkins szerepét nem Bobby Driscoll, hanem Kit Taylor kapta. 1954-től The Adventures of Long John Silver címmel pedig televíziós sorozatot indítottak, amit Joseph Kaufman készített és a CBS-TV Film Sales terjesztett.  A 26 részes sorozatban szintén Robert Newton kapta a címszerepet, 22 részben pedig Kit Taylor is feltűnik mint Jim Hawkins.